# Наталі Чан
Наталі Чан (нар. 13 жовтня 1971) — колишня швейцарська тенісистка.
Найвищу одиночну позицію світового рейтингу — 242 місце досягла 28 вересня 1992, парну — 107 місце — 8 лютого 1993 року.
Здобула 1 одиночний та 4 парні титули.

## Фінали ITF
| Турніри $25,000 |
| Турніри $10,000 |

### Одиночний розряд: 3 (1–2)
| Результат | Ранг | Дата            | Турнір                  | Покриття | Суперниця       | Рахунок       |
| --------- | ---- | --------------- | ----------------------- | -------- | --------------- | ------------- |
| Поразка   | 1.   | 18 вересня 1989 | ITF Рабаць, Югославія   | Ґрунт    | Агнесе Густмане | 6–4, 5–7, 3–6 |
| Поразка   | 2.   | 14 жовтня 1991  | ITF Бургдорф, Швейцарія | Килим    | Мішель Штребель | 3–6, 6–7(7)   |
| Перемога  | 1.   | 21 жовтня 1991  | ITF Ліс, Швейцарія      | Тверде   | Мая Палавершич  | 1–6, 3–6      |

### Парний розряд: 12 (4–8)
| Результат | Ранг | Дата              | Турнір                         | Покриття   | Партнерка              | Суперниці                            | Рахунок       |
| --------- | ---- | ----------------- | ------------------------------ | ---------- | ---------------------- | ------------------------------------ | ------------- |
| Перемога  | 1.   | 1 травня 1989     | ITF Сецце, Італія              | Ґрунт      | Генрієтте К'єр Нільсен | Віраг Чурго Нора Кевеш               | 6–0, 3–6, 6–3 |
| Поразка   | 1.   | 24 вересня 1990   | ITF Наполі, Італія             | Ґрунт      | Клара Благова          | Луціє Лудвіґова Гелена Вілдова       | 3–6, 2–6      |
| Поразка   | 2.   | 15 жовтня 1990    | ITF Бургдорф, Швейцарія        | Килим (i)  | Мішель Штребель        | Забіне Ломанн Клер Вегінк            | 6–4, 2–6, 4–6 |
| Поразка   | 3.   | 21 січня 1991     | ITF Берген, Норвегія           | Килим (i)  | Мерете Баллінґ-Стокман | Магдалена Фейстель Амі Єнссон Роголт | 2–6, 2–6      |
| Поразка   | 4.   | 28 січня 1991     | ITF Дандерюд, Швеція           | Килим (i)  | Мерете Баллінґ-Стокман | Анке Мархль Дорієн Вамелінк          | 4–6, 4–6      |
| Перемога  | 2.   | 6 травня 1991     | ITF Льєйда, Іспанія            | Ґрунт      | Їтка Дубцова           | Наталі Балле Agnes Romand            | 6–0, 6–3      |
| Поразка   | 5.   | 14 жовтня 1991    | ITF Бургдорф, Швейцарія        | Килим (i)  | Мішель Штребель        | Ольга Лугіна Баркан Неллі            | 4–6, 6–1, 4–6 |
| Поразка   | 6.   | 14 червня 1992    | ITF Модена, Італія             | Ґрунт      | Александра Фусаї       | Руксандра Драгомір Елена Пампулова   | 3–6, 6–7      |
| Перемога  | 3.   | 22 червня 1992    | ITF Reggio Emilia, Італія      | Ґрунт      | Руксандра Драгомір     | Барбара Колле Александра Фусаї       | 3–6, 6–2, 6–1 |
| Поразка   | 7.   | 15 листопада 1992 | ITF Манчестер, Велика Британія | Килим (i)  | Елена Пампулова        | Олена Лиховцева Олена Макарова       | 3–6, 4–6      |
| Поразка   | 8.   | 11 жовтня 1993    | ITF Бургдорф, Швейцарія        | Тверде (i) | Жеральдін Донді        | Ленка Ценкова Алена Вашкова          | 6–1, 4–6, 3–6 |
| Перемога  | 4.   | 18 жовтня 1993    | ITF Лангенталь, Швейцарія      | Килим (i)  | Мірка Федерер          | Анн Де Жйоанні Гайді Шпрунґ          | 6–4, 4–6, 6–1 |